# 更年期と加齢のヘルスケア
特定非営利活動法人更年期と加齢のヘルスケア（こうねんきとかれいのヘルスケア、英文名 The Society of Health Care for Menopause and Aging ）は、更年期と加齢のヘルスケアに関する啓蒙活動により、更年期からの国民の生活の質の向上をはかる目的で2006年に設立された特定非営利活動法人（NPO）。
事務局を東京都港区新橋2-20-15 新橋駅前ビル1号館（株）協和企画内に置いている。

## 事業
- 更年期と加齢に関する普及・啓発・学術研究、更年期と加齢のヘルスケア専門家養成に関する教育など[1]

## 更年期と加齢のヘルスケア学会
- 2002年、研究会として設立、2008年に学会となる。
- 本学会は組織上、NPO法人更年期と加齢のヘルスケアの一部門となっている。NPO法人に入会すると自動的に学会の会員となる。
- 機関紙『更年期と加齢のヘルスケア』は年2回刊行。

## メノポーズカウンセラー認定
活動の一つとしてメノポーズカウンセラー認定を行っている。
NPO法人更年期と加齢のヘルスケアメノポーズ カウンセラー認定者
2011年2月1日現在290名